# Casa de Cervantes (Alcalá de Henares)
El Museo Casa Natal de Cervantes se encuentra en Alcalá de Henares (España), en un edificio que reconstruye el inmueble donde, según los estudios del historiador Luis Astrana Marín, nació el escritor Miguel de Cervantes. Se sitúa en la calle Mayor, junto al Hospital de Antezana. El actual edificio se construyó en 1956, evocando los cánones de la casa tradicional castellano-toledana.

## Historia

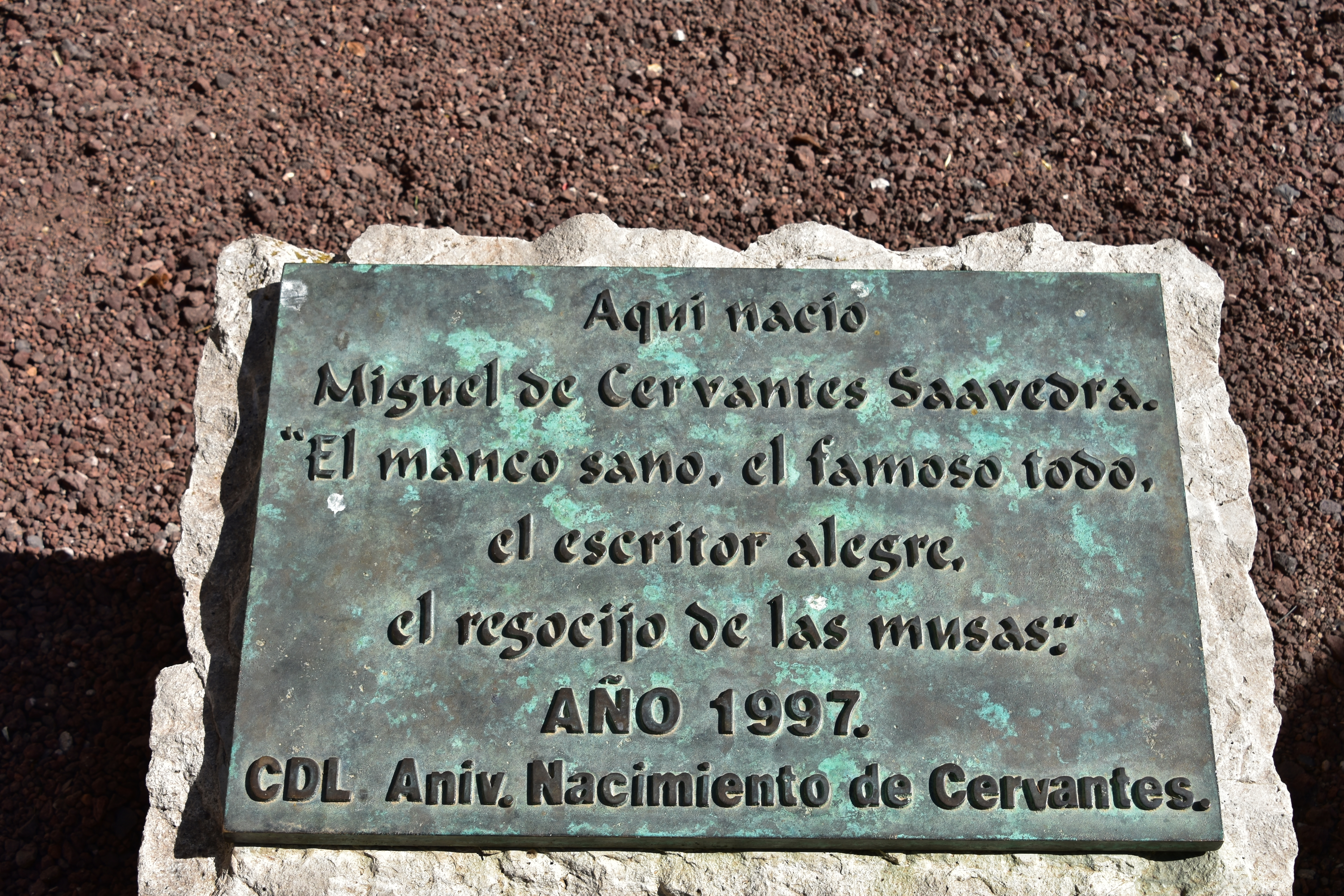
Placa conmemorativa de la Casa Museo.

Miguel de Cervantes Saavedra nació en la ciudad complutense el 29 de septiembre, día de San Miguel, de 1547. Este dato no es muy fiable, puesto que lo único tangible que se conserva hasta hoy día es su fecha de bautismo el 9 de octubre en la antigua iglesia de Santa María (frente al ayuntamiento de la ciudad), aunque de ésta únicamente queda una torre, ábsides, bases de columnas y capillas.
La ubicación de la casa natal de Cervantes se debe al investigador Luis Astrana Marín que hizo públicas sus conclusiones en 1948, ya que en dicha fecha la casa ya había sido derruida. La casa era, en tiempos de Cervantes, propiedad de su tía María y en ella viviría hasta 1551, cuando se trasladó a Valladolid, donde también se puede ver otra casa suya.
Anteriormente existía una tradición que ubicaba la casa de nacimiento del escritor en el solar donde hoy día se levanta el Teatro Salón Cervantes, en la esquina entre las vecinas calles de Santiago y de la Tahona. De hecho, durante el siglo XIX se instaló una lápida conmemorativa en dicho solar, antes de que se levantara el teatro, y se cambió el nombre de la calle de la Tahona por el de Cervantes.

## Edificio

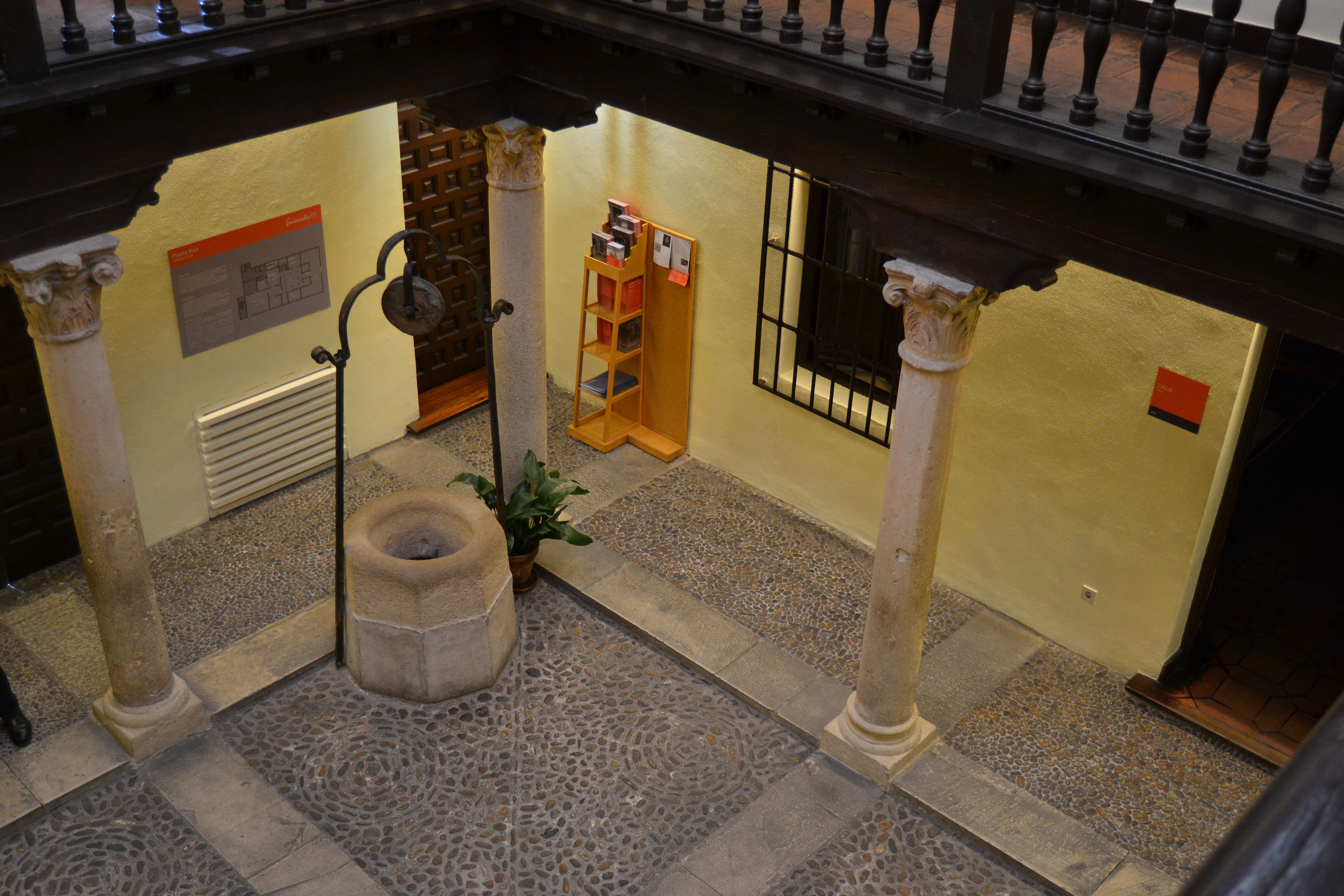
Patio

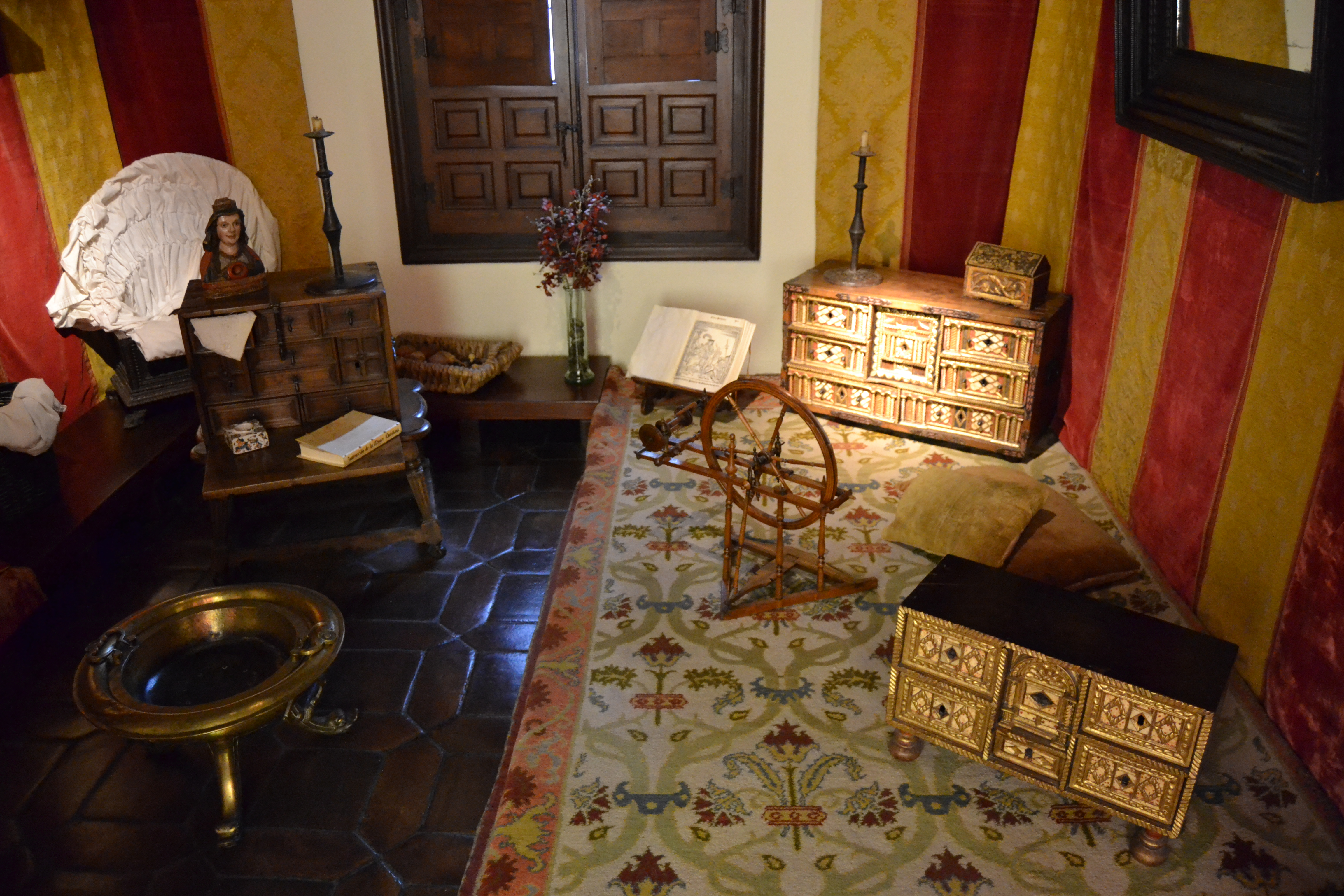
Estancia de las mujeres

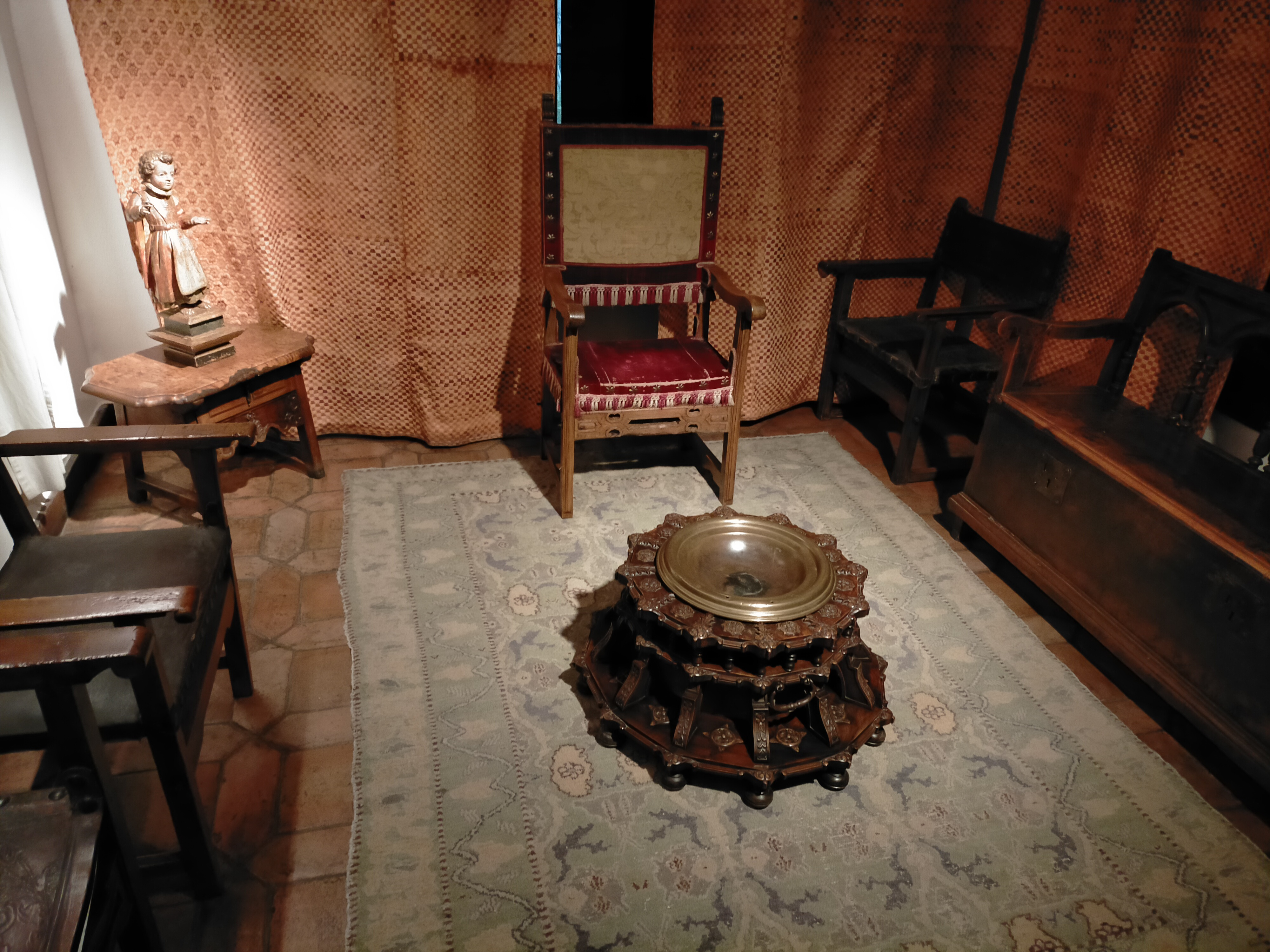
Recibidor

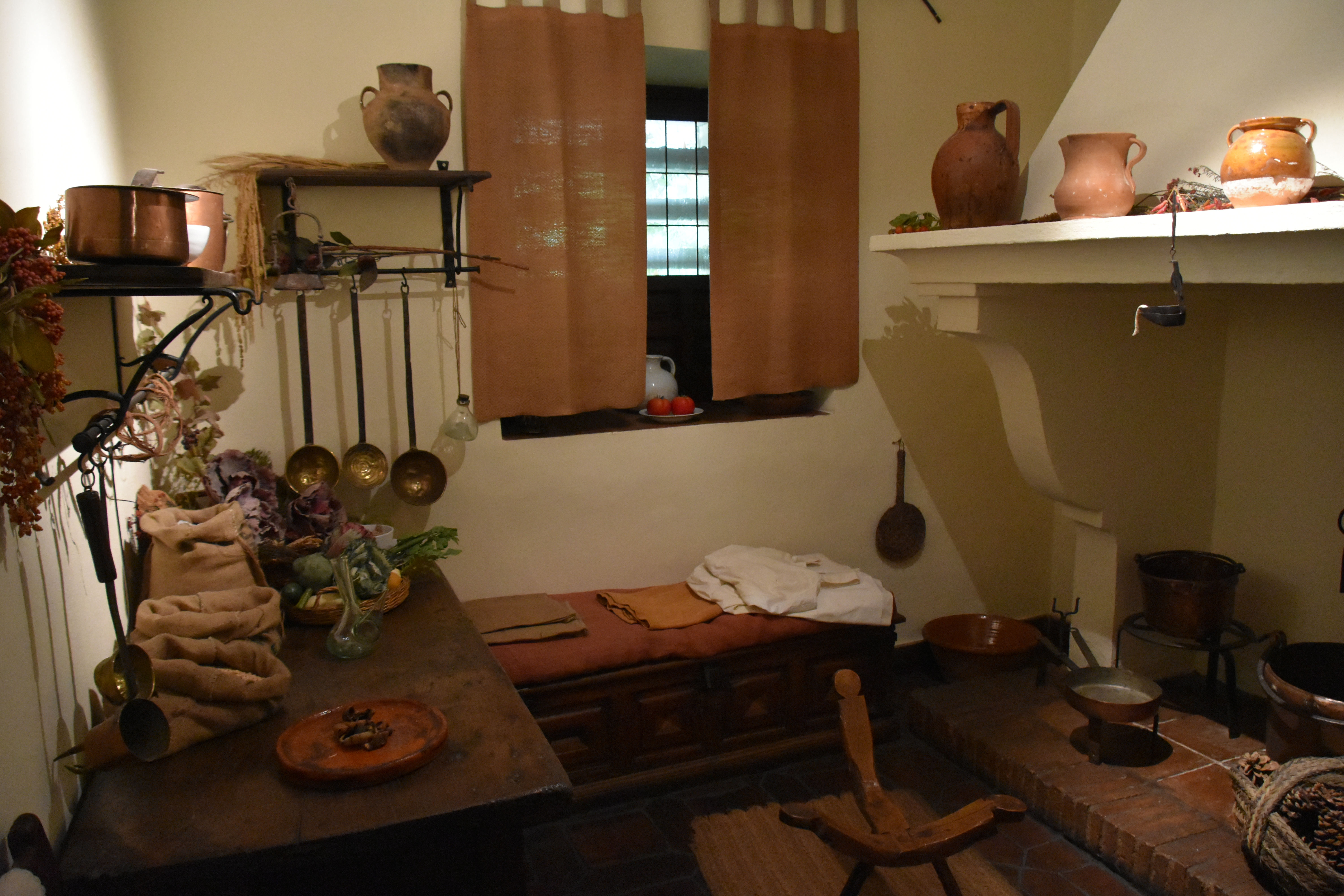
Cocina

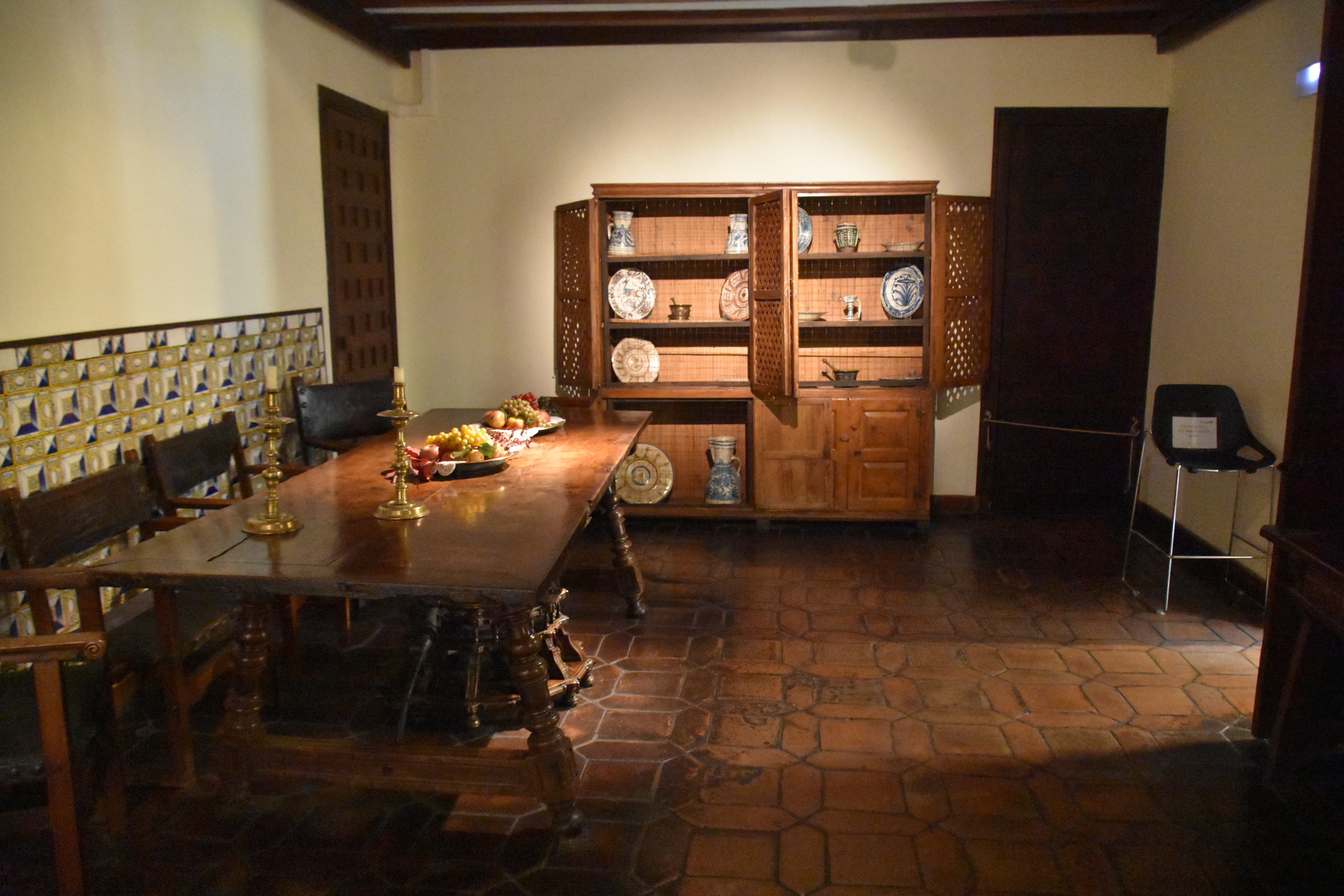
Comedor

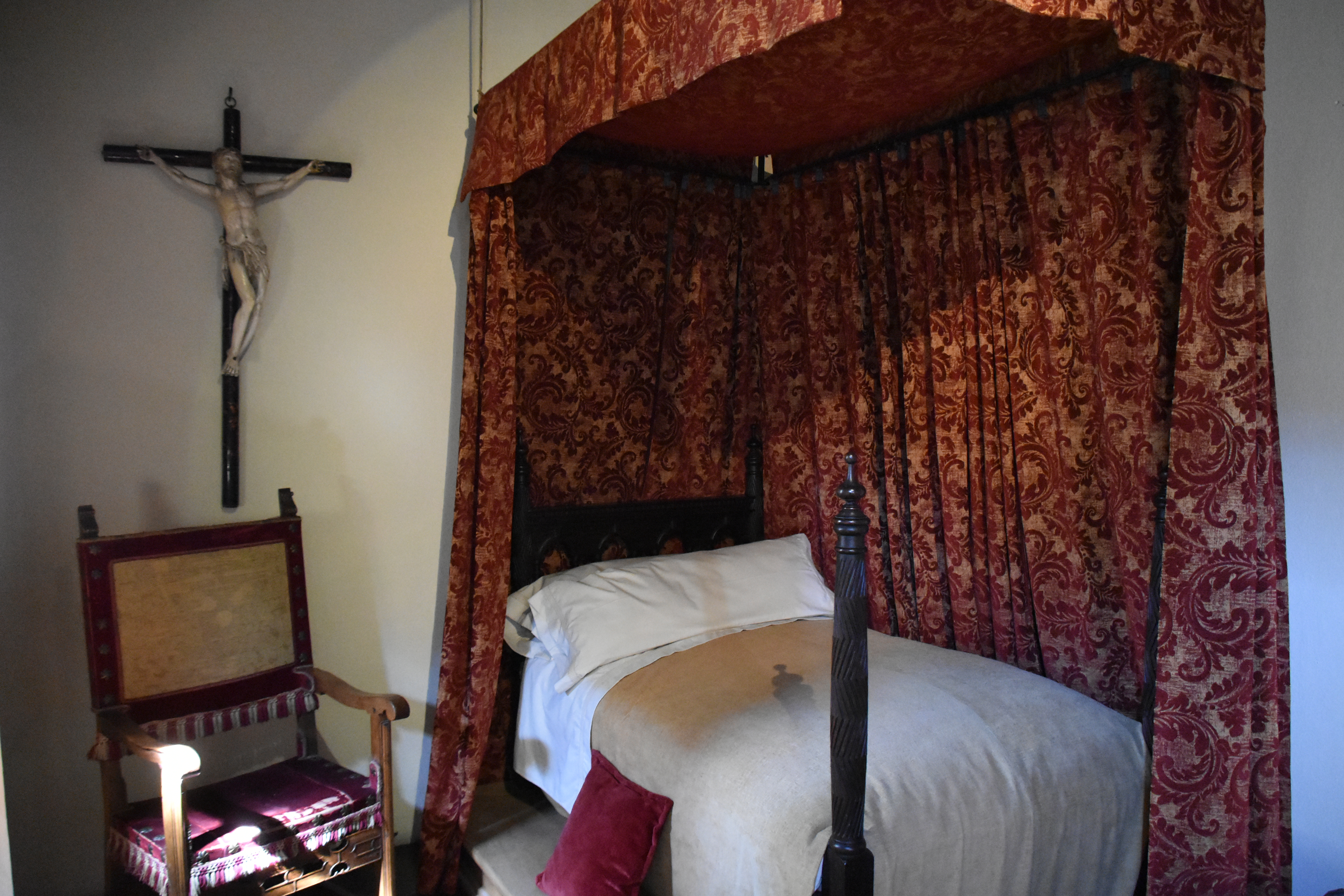
Dormitorio del caballero

Es un edificio de dos plantas que hace esquina con las calles Mayor y de la Imagen. Recrea los distintos ambientes de la vida cotidiana de una casa acomodada de los siglos XVI y XVII.
La reconstrucción se hizo en 1956 a partir de la finca original; se antepuso un jardín a la casa, que sirve de acceso principal. Entre 1997 y 2003 se realizaron nuevas obras, incorporando un edificio anexo y acondicionando sus estancias (la antigua bodega, el lucernario del patio y la restauración de los frescos decorativos de la botica o cámara de Rodrigo de Cervantes). Se ha climatizado el museo, y restaurado la cubierta.

## Colecciones
Dispone de dos colecciones documentales que se pueden consultar:
- Fondos bibliográficos: colección de ediciones cervantinas publicadas entre los siglos XVII y XXI.[5]
- Fondos museográficos: colección de piezas y objetos asociados con la medicina, profesión de Rodrigo de Cervantes, y la vida cotidiana de una familia acomodada de los siglos XVI y XVII.[6]

Además de una serie de publicaciones editadas por el propio Museo con la denominación "Escenas Cervantinas":
- Carlos Alvar. El prólogo de las Novelas ejemplares Aproximación a las ideas literarias de Cervantes. 2013.
- Consolación González Casarrubios. Algunas fiestas en época de Cervantes. Su pervivencia en nuestros días. 2013.
- Elísabet Magro. Costumbres y gastronomía en el Siglo de Oro. 2010.
- Ernesto Filardi. Shakespeare, Cervantes y Lope. 2013.
- Felipe B. Pedraza Jiménez. Corrales de comedia: espacios para la imaginación. 2012.
- Francisco Martínez Morán. Cervantes: (sobre)vivir para escribir. 2014.
- Francisco Martínez Morán. Cervantes: la vida de un genio. 2010.
- Francisco Martínez Morán. Lope y Cervantes. Amistad y enemistad. 2011.
- Francisco Peña. Las mujeres en la vida y la obra de Cervantes. 2010.
- José Manuel Lucía y Aranzazu Urbina. La mesa de los trucos de Cervantes. 400 años de las novelas ejemplares. 2013.
- José Manuel Lucía. Aquí se imprimen libros. La imprenta en época de Cervantes. 2011.
- José Manuel Lucía. La insólita vida de un libro: El Quijote en el Museo Casa Natal de Cervantes. 2009.
- Lorenzo Martín Sánchez. La arquitectura doméstica en época de Cervantes. 2014.
- Lucina Llorente Llorente. Los textiles en los hogares de los siglos XVI y XVII. 2012.
- M. Vicente Sánchez Moltó. Alcalá en tiempos de Cervantes. 2011.
- Mª José Mesa. Dramaturgas y comediantas. Mujeres y Literatura en el Madrid del Siglo de Oro. 2012.
- Mª Pía Timón. La infancia en época de El Quijote. 2011.
- Pilar Bravo Lledó. Las costumbres judeoconversas en Alcalá de Henares. 2012.
- Pilar Bravo. Recetas y recetarios en las boticas y cocinas en el Siglo de Oro. 2011.

## Exposiciones
Hay una exposición permanente en sus estancias: patio, recibidor, cocina, comedor, estrado, alcobas de las damas, los niños y el caballero, despacho, aseo y tocador. Recreando los muebles, la decoración, las costumbres, gustos y quehaceres cotidianos de una familia acomodada de los siglos XVI y XVII en Alcalá de Henares. 
Además, hay exposiciones temporales sobre la vida de Cervantes y sus obras, especialmente El Quijote:
- 2011: En el silencio de la noche. El rostro del soneto [8]
- 2012: En el fondo de la casa. Adquisiciones del Museo Casa Natal de Cervantes [9]
- 2013: La mesa de los trucos de Cervantes. 400 años de las Novelas [10]
- 2015: El Quijote en el Museo: Una colección al descubierto [11]
- 2019: Miguel de Cervantes o el deseo de vivir [12]
- 2020: Leonor de Cortinas. Documentos de la madre de Cervantes [13]
- 2020: Con descuido cuidadoso, el universo del actor en tiempos de Cervantes [14]
- 2021: Cervantes en el teatro europeo siglos XX y XXI[15]
- 2021: Otro museo. Mismo arte [16]
- 2022: Otras ediciones cervantinas [17]
- 2022: Secretos de buena tinta [18]
- 2023: Tradición y fiesta en la tierra de Cervantes [19]
- 2023: 19 del XIX [20]

## Personajes de Cervantes
"6 Personajes" es un ciclo de conferencias breves dramatizadas, e interpretadas por “El Teatro del Finikito” en el propio Museo entre 2020 y 2023.
- Dorotea: una mujer culta en busca de su identidad [22]

- El cura y el barbero: los libros de caballería [23]

- El morisco Ricote [24]

- Gines de Pasamonte, el galeote escritor liberado por don Quijote [25]

- Marcela: el espíritu de la libertad [26]

- Maritornes: la dignidad de los olvidados [27]

## Otras actividades
Diverso tipo de actividades culturales y lúdicas:
- Animaciones con Quixancho [28][29]

- Conferencias [30]

- Encuentros "online" [31]

- Espectáculos teatrales online [32]

- Gaceta cervantina. ¡Extra, noticias de verano! [33]

- Intervención artística [34]

- Inventa tu Cervantes [35]

- La vida secreta de los Cervantes [36]

- Los sentidos del Quijote [37]

- Misión en Argel, los papeles de Orán [38]

- Navidad con los Cervantes [39]

- Rascando cosas impresionantes [40]

- Semana Cervantina [41]

- Videos «Quijotadas andantes» [42]